# Josef Daniels
Josef Daniels (* 16. September 1910 in Düsseldorf; † 1983) war ein deutscher Mediziner und  Ministerialbeamter, der von 1964 bis 1969 Präsident des Bundesgesundheitsamtes war.

## Leben und Tätigkeit
Josef Daniels war der Sohn des Bäckermeisters Theodor Daniels aus Düsseldorf. Er studierte ab 1929 Medizin, trat im Januar 1936 in den Dienst des Staatlichen Gesundheitsamtes in Hechingen ein und erwarb im Februar 1936 die Approbation als Arzt. 
Im Januar 1933 trat er als Sanitätssturmmann in die Marine-SA Düsseldorf ein. Nach dem Ende des Aufnahmestopps beantragte er am 7. Juni 1937 die Aufnahme in die NSDAP und wurde rückwirkend zum 1. Mai desselben Jahres aufgenommen (Mitgliedsnummer 5.140.932). Nach Ausbruch des Zweiten Weltkrieges wurde er zur Wehrmacht einberufen. Ab 1941 war er am Institut für Fleckfieber- und Virusforschung des Oberkommandos des Heeres in Krakau tätig, wo er zuletzt als Stabsarzt Assistent des Leiters Hermann Eyer war und gemeinsam mit diesem das Institut gegen Kriegsende nach Roth in Bayern verlegte.
1946 kehrte Daniels an das Gesundheitsamt Hechingen zurück und wurde im selben Jahr in die Landesdirektion des Innern von Württemberg-Hohenzollern berufen. 1949 erfolgte seine Ernennung zum Leiter des Staatlichen Gesundheitsamtes in Tübingen. Ab 1955 war er im Innenministerium des Landes Nordrhein-Westfalen tätig; im Januar 1958 wechselte er zum Bundesministerium des Innern, wo er Leiter des Referats IV A 1 (Gesundheitswesen-Allgemein, Heilberufe) wurde. 1962 wurde er im Bundesgesundheitsministerium Referatsleiter für Allgemeine Fragen des Gesundheitswesens, Heilberufe und Krankenhauswesen. Nach einem weiteren Wechsel als Referatsleiter erfolgte 1964 seine Ernennung zum Präsidenten des Bundesgesundheitsamtes. Am 30. November 1969 ging er im 60. Lebensjahr auf eigenen Wunsch aus gesundheitlichen Gründen in den vorzeitigen Ruhestand.
Daniels  war ab 1949 gemeinsam Wilhelm Hagen und Erich Schröder Schriftleiter der Zeitschrift Der öffentliche Gesundheitsdienst, heute Das Gesundheitswesen.
1983 starb Josef Daniels mit 73 Jahren.

## Ehrungen
Ein Jahr nach seinem Ausscheiden aus dem aktiven Staatsdienst erhielt Josef Daniels 1970 das Große Bundesverdienstkreuz der Bundesrepublik Deutschland verliehen.

## Schriften (Auswahl)
- Das Medizinalwesen des Fürstentums Hohenzollern – Sigmaringen von 1806 bis 1850. In : Hohenzollerische Jahreshefte, 1938/39.
- (mit Manfred Bulling): Bundesärzteordnung, Neuwied 1963.